# Paganese Calcio 1926 2012-2013
Questa voce raccoglie le informazioni riguardanti la Paganese Calcio 1926 nelle competizioni ufficiali della stagione 2012-2013.

## Stagione
La Paganese allenata da Gianluca Grassadonia partecipa al girone B della Lega Pro Prima Divisione 2012-2013. Raccoglie 39 punti con il nono posto in classifica. All'esordio in trasferta contro il Viareggio, perde (2-1). Nella seconda gara assapora la prima vittoria (2-0) al Sorrento. Ottiene 21 punti nel girone di andata e 18 nel girone di ritorno.
Partecipa alla Coppa Italia in quanto partecipante ai Play-off di Seconda Divisione nella stagione precedente, venendo eliminata nel derby, al primo turno contro la Nocerina, all'86 con il gol di Antonio Schetter. Alla fine della partita, si sono registrati scontri violenti tra le due tifoserie, con tre arresti e cinque militari finiti all'ospedale.
La Paganese partecipa anche alla Coppa Italia Lega Pro, ma anche in questa competizione esce al primo turno, perdendo contro il Latina (4-2) ai calci di rigore.
Il derby di campionato tra Nocerina e Paganese del 28 ottobre 2012 si conclude con la vittoria della Paganese (1-4) nella partita giocata sul neutro di Chieti a porte chiuse per motivi di ordine pubblico. La Paganese torna a battere la Nocerina nel derby campano dopo 50 anni

## Divise e sponsor
Dal sito internet ufficiale della società
- EcoSiders - Co-Sponsor
- Legea - Sponsor Tecnico
- Medical Equipment - Partner Ufficiale

### Divise e sponsor
| Casa | Trasferta | Terza Divisa |

## Organigramma societario
Area direttiva
Dal sito internet ufficiale della società
- Raffaele Trapani - Presidente:
- Francesco Marrazzo - Vice Presidente
- Alfonso Piccolo - Vice Presidente
- Antonio Buccino - Dirigente
- Teodosio Pepe - Dirigente
- Salvatore Marrazzo - Socio
- Alberto Mastellone - Socio
- Felice Santoriello - Socio
- Cosimo D'Eboli - Direttore Generale

Area organizzativa e legale
Dal sito internet ufficiale della società
- Antonio Ferraioli - Segretario
- Manzo Alfonso - Resp. Amministrativo
- Desnapol S.r.l - Resp. Security
- Avv. Carlo De Martino - Ufficio Legale
- Avv. Christian Elettore - Ufficio Legale

Area comunicazione
Dal sito internet ufficiale della società
- Carla Polverino - Responsabile Ufficio Stampa
- Valentino Amato - Portavoce Ufficio Stampa
- Fabio Cosentino - Ufficio Stampa
- Gianluca Pepe - Ufficio Stampa
- Roberto Tiano - Ufficio Stampa
- Alfonso Belsito - Ufficio Stampa
- Ufficio Stampa - Resp. Sito Internet
- Mirco Sorrentino - Fotografo Ufficiale
- Romano Sapere - Responsabile Marketing

Area tecnica
Dal sito internet ufficiale della società.
- Gianluca Grassadonia - Allenatore
- Vincenzo Criscuolo - Allenatore in seconda
- Salvatore Malafronte - Preparatore atletico
- Franco Senatore - Preparatore dei portieri
- Filippo Raiola - Direttore Tecnico
- Antonio Camelio - Magazziniere
- Vincenzo Cicalese - Magazziniere

Area sanitaria
'Dal sito internet ufficiale della società.
- Errico Cesareo - Medico Sociale
- Riccardo Cardasco - Medico Sociale
- Raffaele De Virgilio - Medico Sociale
- Ferdinando Ferrara - Medico Sociale
- Claudio Sasso - Fisioterapista

## Rosa
Rosa aggiornata al 24 settembre 2012.
| N. |                      | Ruolo | Calciatore            |
| -- | -------------------- | ----- | --------------------- |
|    | Italia (bandiera)    | P     | Vincenzo Marruocco    |
|    | Italia (bandiera)    | P     | Piero Robertiello     |
|    | Italia (bandiera)    | P     | Cristian Pergamena    |
|    | Argentina (bandiera) | D     | Mariano Fernández     |
|    | Italia (bandiera)    | D     | Luca Fusco (capitano) |
|    | Italia (bandiera)    | D     | Enrico Pepe           |
|    | Italia (bandiera)    | D     | Vincenzo Pastore      |
|    | Italia (bandiera)    | D     | Giovanni Puglisi      |
|    | Italia (bandiera)    | D     | Eugenio Calvarese     |
|    | Italia (bandiera)    | D     | Francesco Agresta     |
|    | Italia (bandiera)    | D     | Roberto Russo         |
|    | Italia (bandiera)    | D     | Leonardo Nunzella     |
|    | Italia (bandiera)    | C     | Mariano Romano        |

| N. |                   | Ruolo | Calciatore         |
| -- | ----------------- | ----- | ------------------ |
|    | Italia (bandiera) | C     | Domenico Franco    |
|    | Italia (bandiera) | C     | Mauro Gori         |
|    | Italia (bandiera) | C     | Evans Soligo       |
|    | Italia (bandiera) | C     | Fabrizio Romondini |
|    | Italia (bandiera) | C     | Francesco Scarpa   |
|    | Italia (bandiera) | C     | Giampaolo Ciarcià  |
|    | Italia (bandiera) | C     | Samuele Neglia     |
|    | Italia (bandiera) | C     | Loris Tortori      |
|    | Italia (bandiera) | C     | Salvatore Caturano |
|    | Italia (bandiera) | A     | Dino Fava Passaro  |
|    | Italia (bandiera) | A     | Onofrio Guerriero  |
|    | Italia (bandiera) | A     | Domenico Girardi   |

## Risultati

### Lega Pro Prima Divisione

#### Girone di andata
| Arbitro: | Bindoni (Venezia) |

|                       |           |                   |
| Sorbo 41’ Maltese 43’ | Marcatori | 64’ (rig.) Scarpa |

| Arbitro: | Saia (Palermo) |

|                    |           |  |
| Fernandez 15’, 59’ | Marcatori |  |

| Arbitro: | Minelli (Varese) |

|                 |           |             |
| L. Castaldo 24’ | Marcatori | 84’ Girardi |

| Pagani 23 settembre 2012, ore 15:00 UTC+2 4ª giornata | Paganese        | 0 – 0 referto | Catanzaro | Stadio Marcello Torre (Circa 1.500 spett.)\| Arbitro: \| Pezzuto (Lecce) \| |
| Arbitro:                                              | Pezzuto (Lecce) |               |           |                                                                             |

| Arbitro: | Chiffi (Padova) |

|             |           |  |
| Tortori 44’ | Marcatori |  |

| Arbitro: | Intagliata (Siracusa) |

|                                |           |                   |
| Napoli 21’ (rig.) Ghinassi 72’ | Marcatori | 25’ (rig.) Scarpa |

| Pagani 14 ottobre 2012, ore 14:30 UTC+2 7ª giornata | Paganese          | 0 – 0 referto | Pisa | Stadio Marcello Torre (1.500 spett.)\| Arbitro: \| Martinelli (Roma) \| |
| Arbitro:                                            | Martinelli (Roma) |               |      |                                                                         |

| Arbitro: | Marini (Roma) |

|           |           |                                          |
| Negro 77’ | Marcatori | 6’ Girardi 20’ Calvarese 63’, 82’ Scarpa |

| Arbitro: | Piccinini (Forlì) |

|                               |           |  |
| Benassi 3’ (aut.) Girardi 46’ | Marcatori |  |

| Arbitro: | Bietolini (Firenze) |

|                                  |           |  |
| M. Mancosu 54’ (rig.) Marchi 62’ | Marcatori |  |

| Arbitro: | Pelagatti (Arezzo) |

|  |           |             |
|  | Marcatori | 15’ Girardi |

| Arbitro: | Mangialardi (Pistoia) |

|                           |           |                      |
| Girardi 35’ Fernandez 67’ | Marcatori | 29’ Maccan 51’ Arini |

| Arbitro: | Bruno (Torino) |

|                            |           |                                |
| Ganci 7’ (rig.) Marchi 49’ | Marcatori | 34’ Caturano 88’ (rig.) Scarpa |

| Arbitro: | Chiffi (Padova) |

|              |           |               |
| Caturano 29’ | Marcatori | 46’ Jefferson |

| Arbitro: | D'Angelo (Ascoli Piceno) |

|                         |           |  |
| D. Ciofani 3’, 56’, 87’ | Marcatori |  |

#### Girone di ritorno
| Arbitro: | Brasi (Seregno) |

|                   |           |               |
| Scarpa 58’ (rig.) | Marcatori | 90+4’ Maltese |

| Sorrento 13 gennaio 2013, ore 15:00 UTC+2 17ª giornata | Sorrento            | 0 – 0 referto | Paganese | Stadio Italia (Circa 250 spett.)\| Arbitro: \| Aureliano (Bologna) \| |
| Arbitro:                                               | Aureliano (Bologna) |               |          |                                                                       |

| Arbitro: | Ros (Pordenone) |

|                                   |           |              |
| Caturano 54’, 72’ Scarpa 66’, 90’ | Marcatori | 43’ Angiulli |

| Arbitro: | Bindoni (Venezia) |

|                                |           |                |
| Fioretti 37’ (rig.) Masini 80’ | Marcatori | 76’ D. Girardi |

| Arbitro: | Oliveri (Palermo) |

|                 |           |  |
| Radi 75’ (rig.) | Marcatori |  |

| Pagani 17 febbraio 2013 21ª giornata | Paganese                      | 0 – 0 | Prato | Stadio Marcello Torre\| Arbitro: \| Baldicchi (Città di Castello) \| |
| Arbitro:                             | Baldicchi (Città di Castello) |       |       |                                                                      |

| Pisa 3 marzo 2013 22 giornata | Pisa                 | 0 – 0 | Paganese | Stadio Romeo Anconetani\| Arbitro: \| Dei Giudici (Latina) \| |
| Arbitro:                      | Dei Giudici (Latina) |       |          |                                                               |

| Arbitro: | Bietolini (Firenze) |

|  |           |            |
|  | Marcatori | 18’ Baldan |

| Arbitro: | Ghersini (Genova) |

|             |           |                            |
| Makinwa 75’ | Marcatori | 34’ Ciarcià 48’ D. Girardi |

| Pagani 24 marzo 2013 25ª giornata | Paganese          | 0 – 0 | Benevento | Stadio Marcello Torre\| Arbitro: \| Oliveri (Palermo) \| |
| Arbitro:                          | Oliveri (Palermo) |       |           |                                                          |

| Arbitro: | Lanza (Nichelino) |

|             |           |  |
| Caturano 6’ | Marcatori |  |

| Arbitro: | D'Angelo (Ascoli Piceno) |

|  |           |              |
|  | Marcatori | 12’ Caturano |

| Arbitro: | Pelagatti (Arezzo) |

|                  |           |           |
| Fava Passaro 89’ | Marcatori | 82’ Ganci |

| Arbitro: | Minelli (Varese) |

|                                            |           |  |
| Cejas 39’ Barraco 47’ Giacomini 60’, 90+2’ | Marcatori |  |

| Arbitro: | Giovani (Grosseto) |

|  |           |                        |
|  | Marcatori | 12’ Lebran 73’ Dettori |

### Coppa Italia

#### Turni preliminari
| Arbitro: | Fiore (Barletta) |

|              |           |  |
| Schetter 87’ | Marcatori |  |

### Coppa Italia Lega Pro
| Arbitro: | Guccini (Albano Laziale) |

|                                      |                      |                               |
| Tortolano 43’ (rig.)                 | Marcatori            | 54’ (rig.) Scarpa             |
| A. Montalto De Giosa Jefferson Agius | Tiri di rigore 3 – 1 | Tortori Girardi Romano Franco |